# Vertige (série télévisée)
Vertige est une série télévisée québécoise en six épisodes de 45 minutes créée par Michelle Allen et diffusée du 15 mars au 19 avril 2012 à Séries+. Elle a été rediffusée en clair à l'automne 2014 sur le réseau TVA.

## Distribution
- Fanny Mallette : Daphnée Roussel
- Germain Houde : Gilles Roussel
- Monique Spaziani : Diana Roussel
- Normand Daneau : Adrien Roussel
- Marilyn Castonguay : Maya Roussel
- Patrick Hivon : Laurent Duguay
- Noémie Godin-Vigneau : Jennifer Talbot
- Pierre-Paul Alain : Tristan Paradis
- Maude Laurendeau : Marie-Ève Sinclair
- Sophie Nélisse : Rosalie Roussel
- Carla Turcotte : Julie-Anne
- Annick Bergeron : Dr Lambert
- Guillaume Gauthier : Robin Théorêt
- Jean-Pierre Bergeron : Voisin d'Adrien
- Michel Perron : Propriétaire resto-club
- Francis Vachon : Inspecteur Tardif
- Pierre Limoges : Comptable

## Fiche technique
- Producteurs exécutifs : Jacquelin Bouchard, Sylvie Desrochers, Carole Dufour
- Producteur : André Dupuy
- Producteure déléguée : Valérie Allard
- Auteure : Michelle Allen, avec la collaboration de Catherine Lafrance pour deux épisodes
- Réalisateur : Patrice Sauvé

## Distinctions
Récompenses
Prix Gémeaux 2012 :
- Meilleure réalisation : série dramatique - Patrice Sauvé
- Meilleur texte : série dramatique - Michelle Allen
- Meilleur montage : dramatique - Michel Grou
- Meilleure création de costumes : toutes catégories - Carmen Alie
- Meilleurs maquillages/coiffures : toutes catégories - Julie Casault, Martin Lapointe
- Meilleur son : dramatique - Mario Auclair, Guillaume Boursier, Robert Labrosse, Luc Mandeville, Peggy Morin-Marois, Nathalie Piché, Claude Rivest
- Meilleur thème musical : toutes catégories - Normand Corbeil
- Meilleure musique originale : dramatique - Normand Corbeil

Nominations
- Festival de la fiction TV de La Rochelle 2012 : meilleure télésérie dramatique dans la section compétition internationale[4]